# Astrotrichilia elliotii
Astrotrichilia elliotii är en tvåhjärtbladig växtart som först beskrevs av Hermann August Theodor Harms, och fick sitt nu gällande namn av M. Cheek. Astrotrichilia elliotii ingår i släktet Astrotrichilia och familjen Meliaceae. Inga underarter finns listade i Catalogue of Life.